# Peter Shand Kydd
Peter Shand Kydd (23 de abril de 1925 – 23 de março de 2006) foi um empresário britânico, melhor conhecido por ter sido o padrasto de Diana, Princesa de Gales.

## Biografia
Peter Shand Kydd era filho de Norman Shand Kydd, um membro de uma rica família manufateira de papel de parede. Seu meio-irmão foi o jóquei amador William (Bill) Shand Kydd, um amigo do desaparecido Conde de Lucan.
A primeira esposa de Peter foi Janet Munro Kerr, descendente de uma família de marinha mercante de Glasgow, Escócia. Janet era também neta de John Martin Munro Kerr, um renomado ginecologista. Eles tiveram três filhos.
Em 1962, Shand Kydd vendeu o negócio de papel de parede e mudou-se, com sua família, para a Austrália, onde tornou-se um fazendeiro de ovelhas. Depois de vender a fazenda de ovelhas e retornar à Inglaterra, em 1966, Shand Kydd começou a ter um caso com a mãe de Diana, Frances Spencer, Viscondessa Althorp.
Após os divórcios dos Shand Kydd e dos Spencer, Peter e Frances se casaram, em 2 de maio de 1969. Os Shand Kydd viveram em Buckinghamshire e Itchnour, em West Sussex. Em 1972, compraram uma fazenda de 1.000 acres na remota ilha escocesa de Seil. Eles separaram-se em junho de 1988 e se divorciaram em 1990, quando Peter resolveu abandonar Frances por uma mulher mais jovem.
Com sua primeira esposa, Peter teve três filhos: John, Angela e Adam. Adam Shand Kydd nasceu em 5 de setembro de 1954 e tornou-se um romancista. Morreu em 2004 num hotel em Phnom Penh, Camboja, por causa de uma overdose de tranquilizantes. Ele alugava um luxuoso quarto por mais de £ 1.700 mensais. Deixou uma propriedade avaliada em um pouco mais de 500 mil libras. Angela Shand Kydd é casada desde 14 de abril de 1982 com David V. G. de Pass
O filho mais velho de Peter, John Shand Kydd, conhecido como Johnnie, nasceu em 1959, e é um renomado fotógrafo, com mais de 70 trabalhos na coleção da National Portrait Gallery, em Londres.
Peter Shand Kydd morreu no dia de seu aniversário de 80 anos e foi enterrado em 6 de abril de 2006 em Aldenburgh, Suffolk.